# 周吉一
周吉一（1918年—1989年），原名李松立，男，河南许昌人，中华人民共和国军事人物，中国人民解放军少将，曾任国防科工委办公厅主任。